# Рогозное (Сумский район)
Рогозное (укр. Рогізне) — посёлок,
Севериновский сельский совет,
Сумский район,
Сумская область,
Украина.
Код КОАТУУ — 5924786909. Население по переписи 2001 года составляло 192 человека.

## Географическое положение
Посёлок Рогозное находится на левом берегу безымянной речушки, которая через 4 км впадает в реку Олешня,
выше по течению на расстоянии в 1 км расположено село Севериновка.
На реке несколько запруд.
Рядом проходит автомобильная дорога Р-44.

## История
Поселение основано реестровыми приписными казаками, — переселенцами из Белоцерковского полка. Первое упоминание о селе Рогозное на «Слобожанщине» (известной как Слободско-Украинская губерния и Харьковская губерния — впоследствии) — 1703 год. Частично принадлежало Андрею Герасимович Кондратьеву (1708 года смерти). Согласно переписи 1732 года, во владении подпрапорщика Сумского казацкого полка Михаила Юленка. В те времена здесь насчитывались: 1 дворянская усадьба (3 души), 24 двора подданных людей (47 домов, 150 человек). Первая деревянная церковь Ивана Воина основана в 1740 году. По описанию 1779 года, генеральше Аршеневський принадлежало 181 подданных и 17 свободных сельчан. Вторая одноимённая деревянная церковь построена в 1797 году. В 1857 году возведена каменная равнопрестольная церковь Ивана Воина на средства потомка казацкой старшины помещика гвардии ротмистра Ивана Куколь-Яснопольского. К прихожанам Ивановского храма принадлежали хутора: Северин, Стеценко, Переяслав, Гриценко, Васюковщина, Левковский, Попадько, Вершины, реки Кровная, Степной, Скляровщина и Маривка.
До середины XIX века земли принадлежали разным помещикам: Аршенеским, Лизогубовым, Линтварёвым. Когда имение перешло в собственность Ивана Андреевича Куколь-Яснопольского, построен сахарный завод, который часто упоминается к метрических книгах 1870-х годов. Директором завода по производству сахара был Лудвиг Христианович Мачевский, а управляющим — Пузырёв. Для обучения и производства также приглашали иностранцев. Действовал завод по производству селитры. После смерти Куколь-Яснопольского владелицей села стала его вдова — Элеонора Яковлевна Куколь-Яснопольский. В 1859 году производства были арендованы предпринимателем И. Г. Харитоненко. Следующий исторический период села связан с деятельностью дворянина села Куяновки — Алесандром Петровичем Прянишниковым, который был женат на наследнице имения — Елизавете Ивановне Куколь-Яснопольский (1861—1942 годы жизни).
С 1889 года при храме действовала церковноприходская школа.
В 1922 году церковь и имущество сданы государству. В 1939 году храм закрыли.

## Известные личности
- Авксентьев, Василий Евгеньевич — музыкант, сооснователь музыкальной династии артистов Авсентьевых, виртуоз игры на русских народных инструментах, балалаечник, преподаватель, организатор любительских и профессиональных оркестров русских народных инструментов, участник Первой мировой войны награждённый медалью в память 300-летия Царствования Дома Романовых, Орденом Святой Анны IV-й степени и Орденом Святого Владимира IV-й степени.
- Авксентьев, Григорий Евгеньевич — музыкант, сооснователь музыкальной династии артистов Авсентьевых, виртуоз игры на русских народных инструментах, балалаечник, организатор любительских и профессиональных оркестров русских народных инструментов, заслуженный деятель искусств РСФСР с 1960 года.
- Бондарович, Анатолий Мартынович — художник.
- Свитальский, Николай Игнатьевич — геолог, действительный член (1930) и вице-президент (1935) АН УССР.